# Tooting Broadway (album)
Albums de Issa Hassan
Ballade kurde à Séville L'art du bouzouk
Tooting Broadway est le troisième album d'Issa, paru fin 2000 chez Arion.

## Liste des titres
1. Kurdo
2. Le nomade rageur
3. Outside
4. Intime
5. Tooting broadway
6. Caresses
7. Vertige
8. Astuce
9. Retour aux sources